# 持攝影機的人

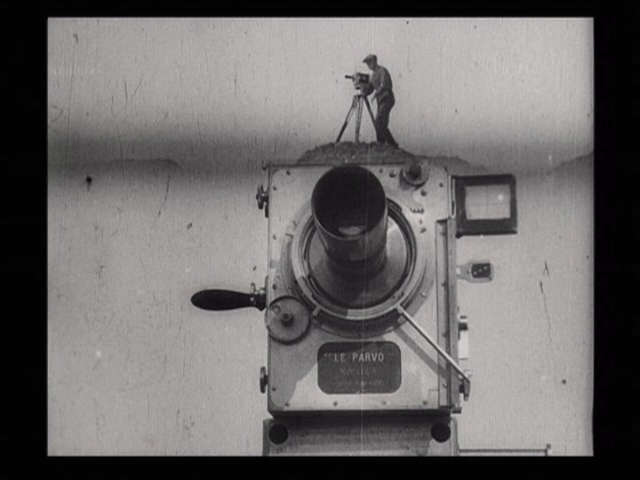
開頭畫面

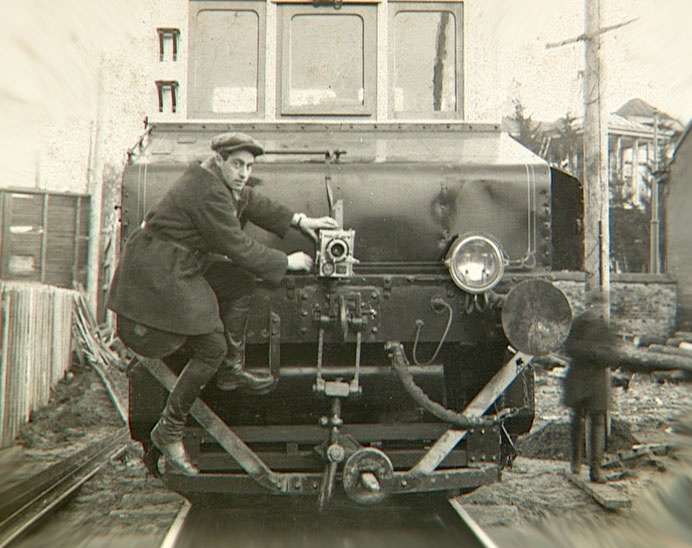
此照片，米哈伊尔·考夫曼冒著生命危險設置鏡頭尋找最適當的畫面

《持攝影機的人》（俄语：Человек с киноаппаратом，又译《手持攝影機的人》）是一部1929年實驗的無聲紀錄片，由俄羅斯導演吉加·维尔托夫（Дзига Вертов）所執導。
維托夫本片是在烏克蘭VUFKU電影製片廠製作，影片記錄著烏克蘭和其他前蘇聯城市的都市生活面貌。從破曉到薄暮，顯示蘇聯人民工作與玩樂，並與現代生活的機械裝置互作結合。片名中的攝影師和在影片內所呈現的現代蘇聯，在一定程度上可以被稱為本片的‘角色’。這部影片維托夫以多種電影技術的發明和開展而聞名，比如多重曝光、快動作、慢動作、停格(freeze frames)、跳接、分割鏡頭、斜視鏡頭、極特寫鏡頭、推軌鏡頭、倒轉連續鏡頭(footage played backwards)、動畫和一種自我反射風格(a self-reflexive style)。（主要把畫面分割兩半對映以推軌鏡頭呈現；另一半為相反的斜視鏡頭。）

## 概述
影片不避諱地傾向於藝術電影而且強調影片能去任何地方，舉例來說，將攝影師設置攝影機的鏡頭畫面，直接疊印在山頂所拍攝的第二個鏡頭上；或是將攝影師疊印在啤酒玻璃杯內；或者拍攝一個女人離開床且穿衣畫面；甚至拍攝不同的女子分娩，嬰兒被帶走後予以沐浴。 
維托夫拍攝時流傳關於不引人注目的言論－攝影機可以能夠去任何地方，但是不被察覺－不完全是事實。攝影機往往是太大而無法容易地被藏著，和太吵雜而無論如何無法保持隱藏。想要不被察覺地持續使用一台攝影機，維托夫和他的兄弟米哈伊尔·考夫曼(Михаил Кауфман)必須用其他比他們所拍攝的攝影機更響亮的東西來轉移注意力。
影片也有一些顯著的演出，比如一位婦女下床且穿衣的場面（攝影機在當時是相當笨重且吵雜，而且無法偷偷摸摸）和西洋棋被掃回畫面棋板中間的鏡頭（鏡頭剛好和下一幕背景接合，使得部分畫面延續至恰當的位置）。因影片中的演出和純實驗性質而遭受批評，可能由於導演時常攻擊虛構科幻電影，把其稱之為一種新的「大眾鴉片(opiate of the masses)」。

## 維托夫的意圖
季嘉·維尔托夫（Дзига Вертов），本名大卫·阿别列维奇·考夫曼（Давид Абелевич Кауфман），是一個在20年代末的早期紀錄片電影製作先驅。他是著名的“電影眼(kinoks,or kinokis)”理論運動發起者。維托夫與其它電影眼工作者一起宣稱他們的使命，排除清掃所有非紀錄片風格的影片。此激進的方式來製作電影，導致電影工業曾輕微解體：特別是他們工作的領域。這樣說，大部分維托夫的電影極具爭議性，並且電影眼運動也被許多當時的製片人所藐視。
維尔托夫的輝煌成就－《持攝影機的人》，是他對反對他以前電影《世界的六分之一(One-Sixth Part of the World)》的評論家所作的回應。評論家認為維尔托夫對＂intertitles＂過度使用和電影製作所認同的＂電影眼＂理論不一致。
在此背景環境下工作，維尔托夫在預期電影發行後必會有許多憂慮要應付。他要求在蘇聯中央机关報《真理報》（Правда）发表公告，其中直接談到該電影的實驗性，爭議性。維尔托夫擔憂影片會被公眾眼睛破壞或忽略。根據官方發布的《持攝影機的人》，在電影一開始維尔托夫發表了一項聲明，內容如下：
| "The film Man with a Movie Camera represents AN EXPERIMENTATION IN THE CINEMATIC TRANSMISSION Of visual phenomena WITHOUT THE USE OF INTERTITLES (a film without intertitles) | WITHOUT THE HELP OF A SCRIPT (a film without script) WITHOUT THE HELP OF A THEATRE (a film without actors, without sets, etc.) |

## 原聲帶
電影最初在1929年發行時是無聲電影，且在劇院現場配樂。之後另發行一些不同的電影配樂原聲帶：
- 1995 – 新作曲團隊 Alloy Orchestra，以維托多所留的附註為編曲基礎。它結合譬如警報器、嬰孩哭泣、人群噪聲等聲音效果。在數個不同的DVD版本隨即可得。

- 1996 – 挪威作曲家 Geir Jenssen (又稱 Biosphere) 由特羅姆瑟國際影展(Tromsø International Film Festival)委任為電影編新電影配樂，以導演的編劇連同指導鋼琴伴奏者。Jenssen 編寫一半電影配樂，把另一半轉交給Martinsen (又稱 Mental Overdrive)。它在1996 TIFF [永久]被作為挪威語版本〈Mannen med filmkameraet〉。影展結束後此電影配樂不再使用，至2001年電影配樂以CD發行。

- 1999 – In the Nursery 版本[1]是為布列福國際影展(Bradford International Film Festival)時所作。目前可以得到的幾個DVD版本，經常與 Alloy Orchestra搭配作為電影配樂的選擇。

- 2002 – 由英國電影學院(British Film Institute)發行的電影DVD，由麥可尼曼(Michael Nyman)配樂。此配樂在許多不同的DVD版本可見。

- 2003 – 由 Jason Swinscoe作曲的電影配樂版本，以英國爵士和電子樂的劇場交響樂團(The Cinematic Orchestra)來進行演奏（參見持攝影機的人(專輯)）。最初為Porto 2000影展而製作，並且由英國音樂藝術廠牌Ninja Tune限量DVD發行，此DVD版本當前非常受歡迎且比其它DVD版本價格也更加昂貴。

## 外部連結
- YouTube上的持攝影機的人 (Alloy Orchestra), 01:05:37, 1929
- 持攝影機的人 on 網際網路檔案馆